# Ronnabyte
Een ronnabyte (afgekort: RB) is 1.000.000.000.000.000.000.000.000.000 bytes (1027). Ronna is het SI-voorvoegsel voor quadriljard.
Dit voorvoegsel werd in november 2022 door het Franse BIPM (Bureau International des Poids et Mesures) bekend gemaakt.